# Cantó de Kaysersberg
El cantó de Kaysersberg (alsacià kanton Kaiserschbàrig) és una divisió administrativa francesa situat al departament de l'Alt Rin i a la regió del Gran Est.

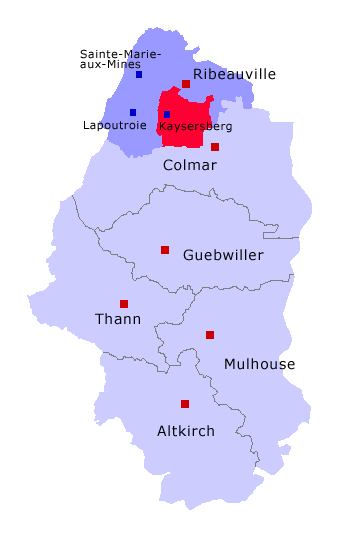
representació del cantó de Kaysersberg al districte de Ribeauvillé i al departament de l'Alt Rin

## Composició
El cantó aplega 12 comunes :
| Ammerschwihr     | Ammerschwihr      | Ammerschweir     |
| Bàwle            | Beblenheim        | Beblenheim       |
| Bànnwihr         | Bennwihr          | Bennwihr         |
| Íngerse          | Ingersheim        | Ingersheim       |
| Kaiserschbàrig   | Kaysersberg       | Kaysersberg      |
| Katzethal        | Katzenthal        | Katzenthal       |
| Kienze           | Kientzheim        | Kienzheim        |
| Míttelwihr       | Mittelwihr        | Mittelweier      |
| Needermorschwihr | Niedermorschweier | Niedermorschwihr |
| Richewihr        | Riquewihr         | Reichenweier     |
| Seielse          | Sigolsheim        | Sigolsheim       |
| Zàllebàri        | Zellenberg        | Zellenberg       |

## Conseller general de l'Alt Rin
- 1998-2010: Henri Stoll